# Azor
Azor (em hebraico:  אָזוֹר, em árabe: أزور) (também chamada de Azur) é uma cidade pequena no distrito de Telavive, em Israel, na antiga estrada de Jafa-Jerusalém, a sudeste de Telavive. Fundada em 1948 no local da vila árabe de Yazur, Azor recebeu o estatuto de conselho local em 1951. Em 2016, tinha uma população de 12.569 e tem jurisdição de 2.415 dunans (2.415 km²).

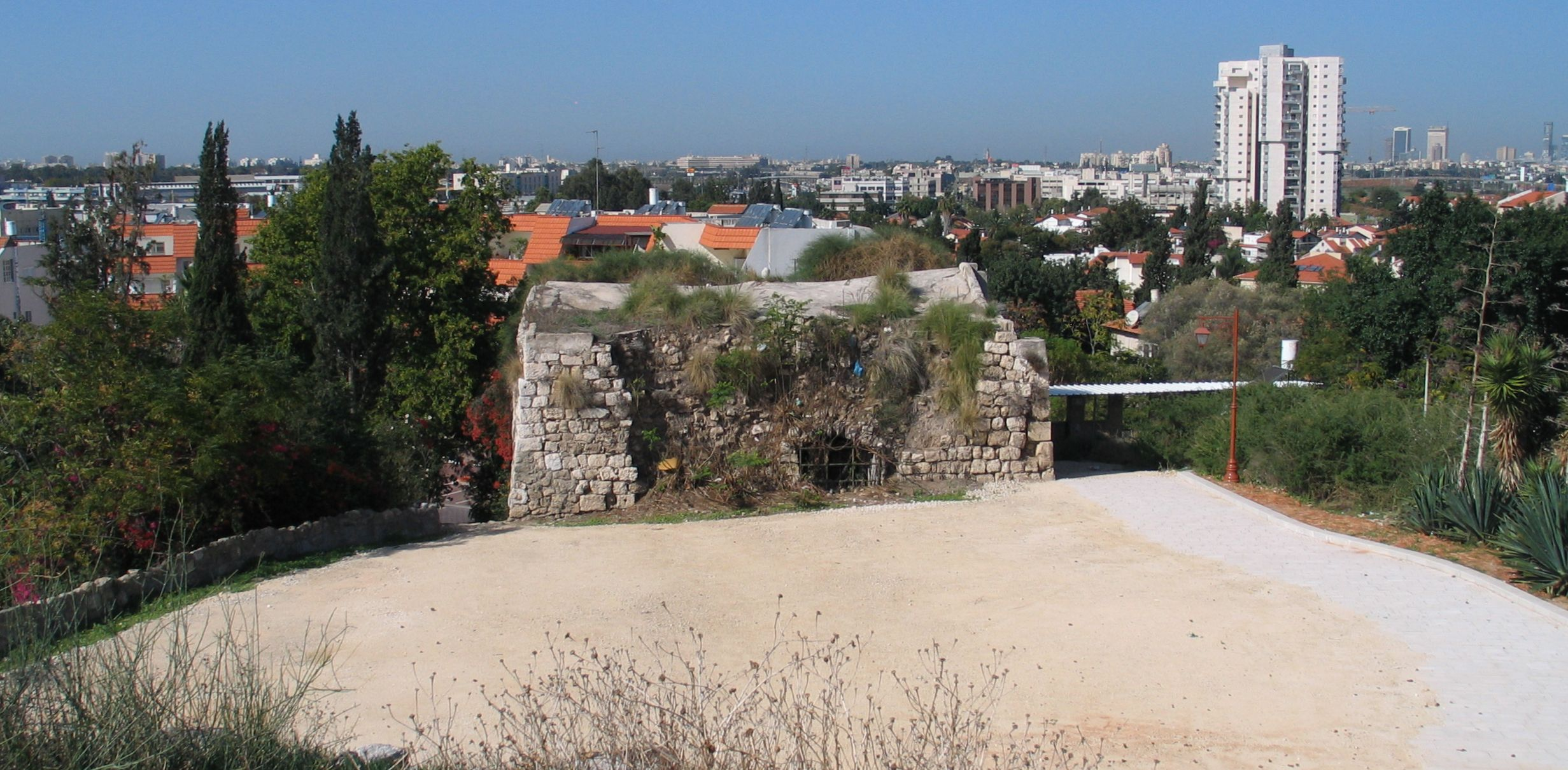
Vista de Azor